# Euxiphidiopsis brevicercus
Euxiphidiopsis brevicercus is een rechtvleugelig insect uit de familie sabelsprinkhanen (Tettigoniidae). De wetenschappelijke naam van deze soort is voor het eerst geldig gepubliceerd in 2005 door Gorochov en Kang als Paraxizicus brevicercus.